# Aufseßhöflein

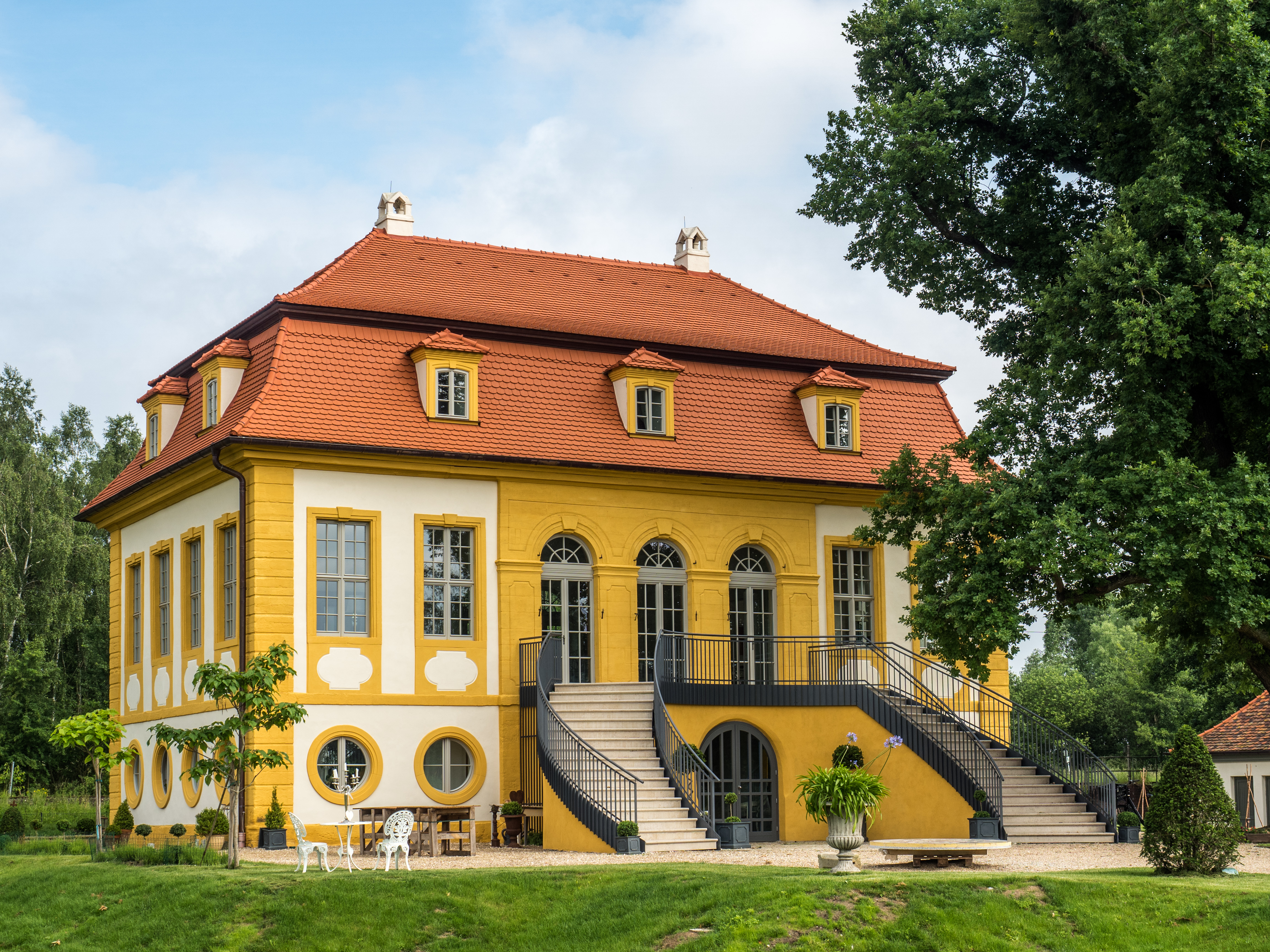
Gartenseite des Aufseßhöfleins

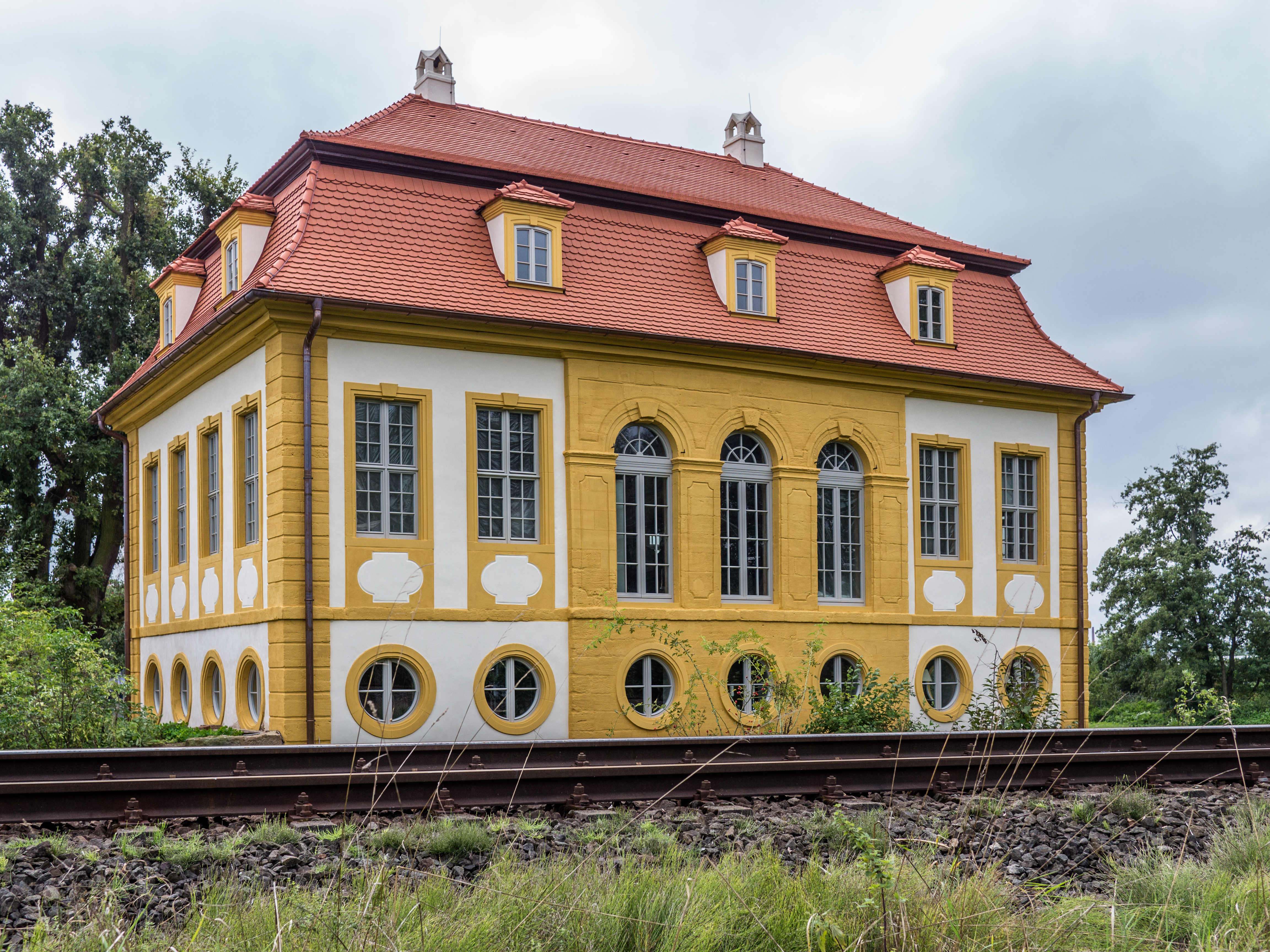
Rückseite

Das Aufseßhöflein in Bamberg, einer Stadt im bayerischen Regierungsbezirk Oberfranken, wurde von 1723 bis 1728 erbaut. Das ehemalige Lustschloss ist ein geschütztes Baudenkmal.

## Geschichte
Der barocke Gartensitz wurde von Johann Dientzenhofer für Philipp Friedrich von Aufseß (1691–1743) an der Stelle eines damals noch von Seen umgebenen Vorgängerbaus errichtet. Eine kostspielige Innenausstattung im Stil des Rokoko erzeugte finanzielle Engpässe, die ab etwa 1760 zu einem schleichenden Niedergang führten. Zunächst an ehemalige Diener der Aufseß verpachtet und in den Napoleonischen Kriegen verwüstet, wurde es 1839 an eine Gärtnerfamilie verkauft. Das Anwesen wurde landwirtschaftlich umgenutzt, die Teiche wurden trockengelegt, der Saal zum Heuboden und Hühnerstall. Im 19. und 20. Jahrhundert wurden Bahngleise nahe am Anwesen vorbeigeführt, um 1941 erregte ein geplanter Abbruch zugunsten des Baus der Höfleiner Kurve Proteste in der Bevölkerung. Als es 1953 in die Denkmalliste aufgenommen wurde, galt das Anwesen schon als nicht mehr „ohne einen ganz bedeutenden finanziellen Aufwand (...) als Denkmal zu retten“. Um 2000 musste der letzte Nachkomme der Gärtner das seit Jahrzehnten verwahrloste Gebäude verlassen. Es folgten eine Notsicherung und mehrere vergebliche Versuche einer Rettung, ehe das Anwesen von neuen Eigentümern in den Jahren 2012 bis 2015 in vorbildlicher Weise restauriert wurde.
Am 30. November 2015 verlieh der bayerische Ministerpräsident Horst Seehofer der Eigentümerfamilie den Sonderpreis des Bundespreises für Handwerk in der Denkmalpflege.
Das Schloss kann seit seiner Renovierung von der Öffentlichkeit genutzt werden. Im Festsaal finden regelmäßig kulturelle Veranstaltungen und Trauungen statt.

## Beschreibung
Der zweigeschossige Mansarddachbau erhebt sich über einem Sockelgeschoss mit runden Fenstern. Die Beletage mit sieben zu vier Fensterachsen besitzt an der Längsseite einen nur leicht vorgerückten Risalit. Ecklisenen, Gesimse und Fensterrahmungen aus Naturstein geben dem Putzbau seine besondere Prägung. Die Prachträume sind im Stil des Rokoko mit Bandelwerk und Vogelmotiven an Decke und Wänden stuckiert. Mit der Instandsetzung hat man eine repräsentative zweiläufige Freitreppe hinzugefügt.